# Миф о клубничном метамфетамине

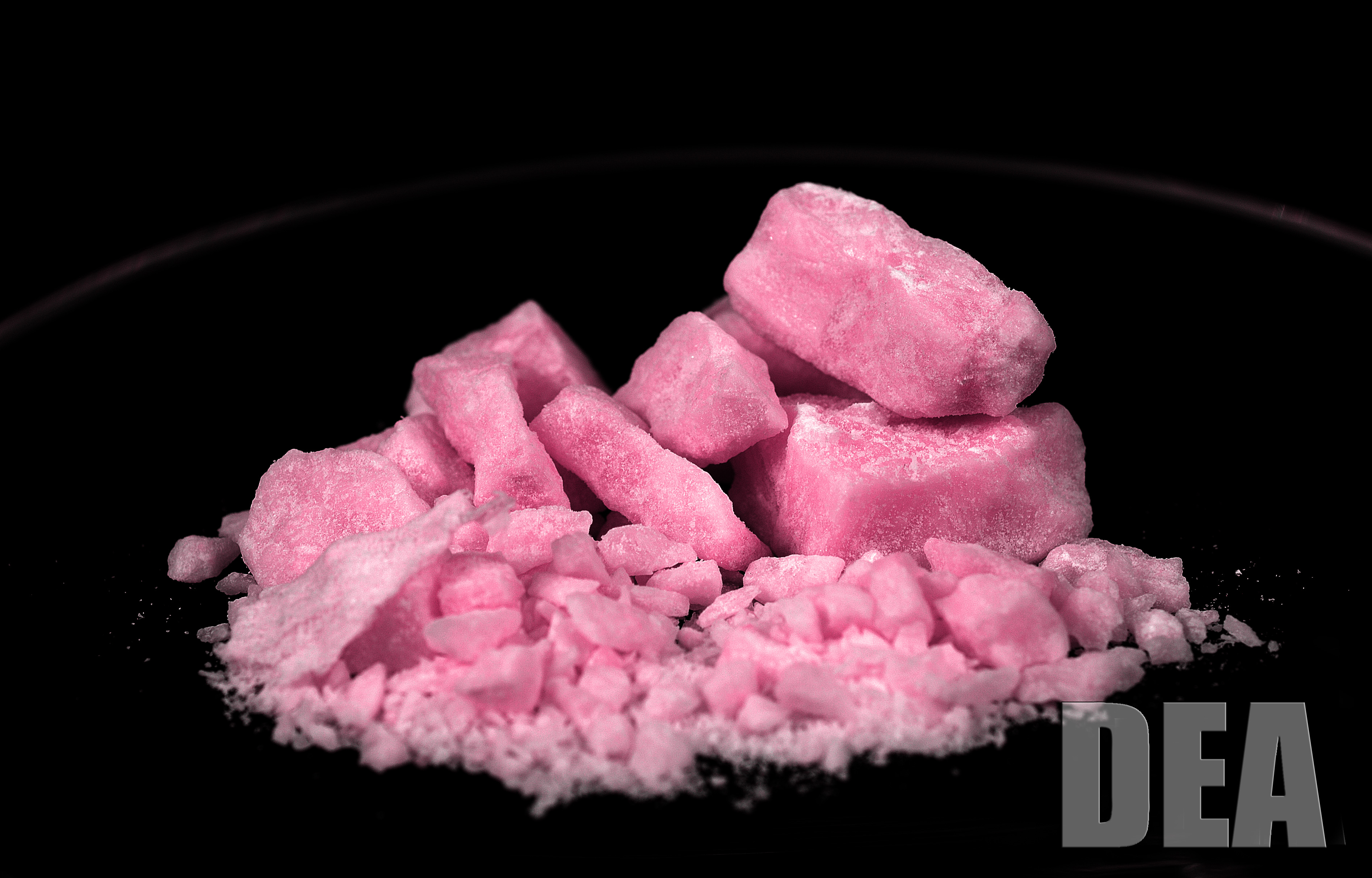
Метамфетамин, окрашенный розовым пищевым красителем

Миф о клубни́чном метамфетами́не (англ. Strawberry Quik meth myth) — городская легенда, впервые распространённая в 2007 году в США.

## История
Согласно легенде, наркоторговцы якобы использовали красители и ароматизаторы, чтобы замаскировать метамфетамин под напиток Strawberry Quik, что делало его более привлекательным для детей. В электронных письмах сообщалось, что торговцы наркотиками использовали шипящие конфеты, чтобы замаскировать вкус метамфетамина и продать его детям. Позже начали распространяться электронные письма, в которых утверждалось, что метамфетамин маскируют под конфеты и дают ничего не подозревающим детям. Интернет-издание Snopes сообщило, что, хотя существует цветной кристаллический метамфетамин и возможно существование ароматизированного метамфетамина, нет никаких доказательств того, что его давали детям. Также факт существования данного метамфетамина был опровергнут Партнёрством за Америку без наркотиков (Partnership for a Drug-Free America).
Данная история широко освещалась в СМИ, но случаи употребления детьми ароматизированного метамфетамина не были подтверждены. Легенда снова стала популярной в 2012 году в социальной сети Facebook.

## Распространение
Позже данный миф и его вариации начали распространять в разных странах в период с 2014 по 2018 годы: в частности, в Новой Зеландии, Филиппинах, Кувейте, Пакистане, Украине и странах СНГ (включая Россию).
В русскоязычной вариации говорилось, что на улице незнакомцы якобы дают детям наркотик под названием «земляника», который замаскирован под шипучую конфету. Легенда распространялась через соцсети и мессенджеры (в основном через WhatsApp).

## Существование цветного или ароматизированного метамфетамина
Иногда лаборатории по производству метамфетамина пытаются рекламировать свой продукт, окрашивая его, чтобы повысить его рыночную привлекательность.
Правоохранительные органы и лечебные учреждения в Неваде и Калифорнии сообщали о распространении и/или употреблении ароматизированного метамфетамина.
В январе 2007 года в квартире в Карсон-Сити во время обыска был изъят ароматизированный метамфетамин со вкусом клубники.